# Grammomys gigas
Grammomys gigas — вид мишоподібних гризунів родини мишеві (Muridae). Вид поширений лише в Кенії. Його природні місця проживання є субтропічні або тропічні дощові гірські ліси і субтропічні або тропічні високогірні зарості чагарників на висоті до 2750 м над рівнем моря.
Таксон приєднано до Grammomys ibeanus.

## Опис
Тіло та голова завдовжки до 13,2 см, хвіст 20,1 см, довжина стопи 26.5 мм, довжина вух 19 мм. Хутро сірого забарвлення. На боках жовто-оранжеве хутро, черево біле.